# 安德森鎮區 (伊利諾伊州克拉克縣)
安德森鎮區（英語：Anderson Township）是位於美國伊利諾伊州克拉克縣的一個行政鎮區。

## 地方資料
根據2010年美國人口普查的數據，安德森鎮區的面積為85.00平方千米，當中陸地面積為83.70平方千米，而水域面積為1.30平方千米。當地共有人口408人，而人口密度為每平方千米4.8人。